# 公格尔九别峰
公格尔九别峰（維吾爾語：قوڭۇر تۆپە‎ K̂ongur Töpä，柯尔克孜语： K̂ongur Döbö，即“公格尔顶”或“公格尔丘”）是中國新疆帕米爾高原的一座山峰，叶尔羌河将其与昆仑山脈隔断。位于中国新疆维吾尔自治区克孜勒苏柯尔克孜自治州阿克陶县布伦口乡苏巴什村，是帕米爾高原第二高峰。因高度低于公格尔峰，又称“小公格尔”。

## 名称
“公格尔九别”源于译自维吾尔或柯尔克孜语的俄语。俄语通常将ö和ä音译成jo和je，造成声母“软化”并在译成汉语时产生介音。“公格尔”在蒙古语中意为海骝马鬃黄色，在维吾尔语中意为鞍棕色、古褐色。不过Wald认为该词源于柯尔克孜语“铃”（ ）一词。